# Infliximab
L'infliximab est un anticorps monoclonal chimérique IgG1 (humain-murin) qui se fixe au facteur de nécrose tumorale alpha humain (« human tumor necrosis factor alpha », ou TNF-alpha), qu'il soit sous forme soluble ou membranaire et inhibe sa bioactivité. Il déclenche aussi une réponse cytotoxique vis-à-vis de cellules exprimant le TNF-alpha membranaire. C'est donc un traitement immunomodulateur. Il s'administre en perfusions intraveineuses de 2 heures, à intervalles rapprochés en début de traitement (2 semaines puis 4 semaines) puis tous les deux mois.

## Histoire
Il a été découvert en 1989 par Jan Vilcek et Jungmin Le à la New York University School of Medicine. Vilcek entreprit alors une collaboration avec la société de biotechnologie Centocor, une filiale de la compagnie pharmaceutique Johnson & Johnson, pour le développement de son médicament. La dénomination commerciale de l'infliximab est Remicade, distribué par la firme Schering-Plough. Les autres dénominations commerciales sont Remsima, Inflectra, Flixabi, Zessly.

## Indications
En France, l'infliximab est indiqué pour le traitement de la polyarthrite rhumatoïde, de la maladie de Crohn, de la rectocolite hémorragique, de la spondylarthrite ankylosante, du rhumatisme psoriasique, du psoriasis ; son utilisation est proposée pour d'autres maladies inflammatoires. Le Remicade a eu des succès thérapeutiques majeurs, et encouragea le développement d'autres inhibiteurs du TNFα tels que l'adalimumab (Humira) et l'étanercept (Enbrel).
L'infliximab étant un traitement lourd, son usage est réservé aux formes sévères de la maladie, ou modérées dans le cas où les traitements par corticoïdes ou immunosuppresseurs n'ont pas fonctionné ou sont contre indiqués. Le dosage sanguin du médicament pourrait en améliorer l'efficacité.
En août 2021, l'Organisation mondiale de la santé a annoncé le lancement de l'essai Solidarity PLUS pour tester des candidats traitements contre le Covid-19 avec trois médicaments : l'artésunate, l'imatinib et l'infliximab.

## Effets secondaires
Parmi les effets secondaires graves, des atteintes cutanées telles qu'un syndrome de Stevens-Johnson voire un syndrome de Lyell, ou un érythème polymorphe, ont été notifiées à la FDA pour l'infliximab.
D'autres régions du corps ou organes peuvent-être touchés de manière plus ou moins grave, allant de l'infection des voies respiratoires (bronchite, pneumonie aiguë, etc.), jusqu'aux affections neurologiques graves (sclérose en plaques).

## Marché
L'infliximab serait la deuxième molécule médicamenteuse vendue, en termes de valeur, en 2012, avec un chiffre projeté de 9.1 milliards de dollars.